# میراندا (کائوکا)
میراندا (کائوکا) (به اسپانیایی: Miranda, Cauca) یک سکونتگاه مسکونی در کلمبیا است که در بخش کائوکا واقع شده‌است.